# Burdeos
Burdeos est aussi Bordeaux en espagnol.
Burdeos (en tagalog : Bayan ng Burdeos) est une municipalité de la province de Quezon, sur l'île de Polillo, aux Philippines.
Lors du recensement de 2020, sa population s'élève à 24 644 habitants.

## Géographie
Burdeos est l'une des trois municipalités de l'île de Polillo, avec Panukulan et 
Polillo. L'île est située au nord de la baie de Lamon.
D'une superficie totale de 20,948 kilomètres carrés, elle est divisée administrativement en 14 barangays : 
- Aluyon
- Amot
- Anibawan
- Bonifacio
- Cabugao
- Cabungalunan (comprenant les îles d'Anirong Island and et d'Anawan)
- Calutcot
- Caniwan
- Carlagan (comprenant l'île de Buguitan)
- Mabini
- Palasan (comprenant les îles d'Icol et de Cabalao)
- Poblacion
- Rizal
- San Rafael

## Histoire
La municipalité de Burdeos a été créée en 1948 en détachant 9 barrios de la municipalité de Polillo : Burdeos, San Rafael, Amot, Aluyon, Magdalo, Patnanungan, Calotcot, Karlagan and et l'île de Palasan.